# Attila Szabó
Attila Szabó (né le 16 juillet 1984, à Budapest) est un athlète hongrois, spécialiste du décathlon. Il mesure 1,95 m pour 97 kg.

## Palmarès
| Date | Compétition | Lieu     | Résultat | Points    |
| ---- | ----------- | -------- | -------- | --------- |
| 2009 | Universiade | Belgrade | 3e       | 7 748 pts |

### Records
| Épreuve   | Performance  | Lieu     | Date           |
| --------- | ------------ | -------- | -------------- |
| Décathlon | 8 003 points | Budapest | 3 juillet 2012 |